# The Diamond Master (serial cinematografico)
The Diamond Master è un serial muto del 1929 diretto da Jack Nelson.

## Produzione
Il film fu prodotto dall'Universal Pictures.

## Distribuzione
Distribuito dall'Universal Pictures, il film uscì nelle sale cinematografiche USA il 3 febbraio 1929.